# Buslijn 314 (Amsterdam-Hoorn)
Buslijn 314 is een buslijn van het R-net, die verzorgd wordt door EBS. Deze lijn rijdt tussen Hoorn, Edam, Broek in Waterland en Amsterdam. Tot 2015 reed de bus gedurende de ochtendspits via het Buikslotermeerplein naar Amsterdam CS en in de andere richting naar Hoorn. In de middag reed de bus wederom via het Buikslotermeerplein, echter dan alleen wanneer de bus van Amsterdam CS naar Hoorn reed.
De lijn 317 was de sneldienst, deze lijn stopte tussen Hoorn Poldermolen en Edam alleen bij de haltes Scharwoude Ooms en Oosthuizen Dorp, en stopte bovendien niet tussen de Prins Hendrikkade in Amsterdam en het busstation in Edam. Deze lijn is in 2014 opgeheven.
De lijn N14 is de nachtlijn en rijdt ongeveer dezelfde route als de lijn 314, alleen rijdt lijn N14 ook via Volendam.
De oude lijn 614 was de scholierenlijn en begon bij Amsterdam CS en Volendam, de lijn reed vanaf station Hoorn door naar de Nieuwe Steen. De huidige lijn begint in Monnickendam en Volendam.

## Geschiedenis
De eerste openbaar vervoersmaatschappij die op de huidige route van lijn 314 reed was de Noord-Hollandsche Tramweg-Maatschappij en begon op 30 april 1888. Op 31 juli 1893 werd deze maatschappij overgenomen door de Tweede Noord-Hollandsche Tramweg-Maatschappij (TNHT). Deze trammaatschappij fuseerde in 1932 weer met de NZH.
Het is niet precies bekend sinds wanneer de eerste buslijn het huidige traject geheel of in aansluiting op de tramlijn bediende maar het was buslijn EF van de NACO met een bij dat bedrijf gebruikelijke lijnletter (combinatie). De tramlijn Amsterdam - Monnickendam - Edam - Volendam reed op 29 september 1956 voor het laatst. De tram had zijn eindpunt op het tramstation aan de Valkenweg waar een bootje de passagiers naar het Noord-Zuid-Hollandsch Koffiehuis bracht. De NACO buslijn bleef na de opheffing van de tram en ook na de opening van de IJ-tunnel bij de Valkenweg eindigen. Het bootje werd echter later opgeheven en de passagiers werden verwezen naar de Valkenwegpont van het GVB. Rond 1970 werd de lijn via de IJtunnel verlegd naar het Waterlooplein.
In 1972 fuseerde de NACO met de NZH en kreeg de lijn het lijnnummer 104 waarbij het eindpunt in Amsterdam werd verplaatst naar de Prins Hendrikkade en in Hoorn uiteindelijk naar Risdam. In 1981 werd de lijn vernummerd in 114 in verband met de instelling van een nieuwe lijn 104 naar de Purmer-Noord dat beter paste in de gebruikte nummerreeks naar Purmerend. In Hoorn werd de lijn verlegd via de nieuwe wijk Grote Waal. In mei 1999 ging de NZH op in Connexxion.
In december 2005 ging de exploitatie over naar Arriva maar werd ingekort tot station Hoorn en reed niet meer door naar Risdam. Dit omdat de stadsdienst in Hoorn door Connexxion bleef worden gereden. De route wordt sinds december 2011 door EBS als lijn 314 geëxploiteerd. Sindsdien rijdt de lijn in de ochtend ook niet meer via het Buikslotermeerplein.

## Route

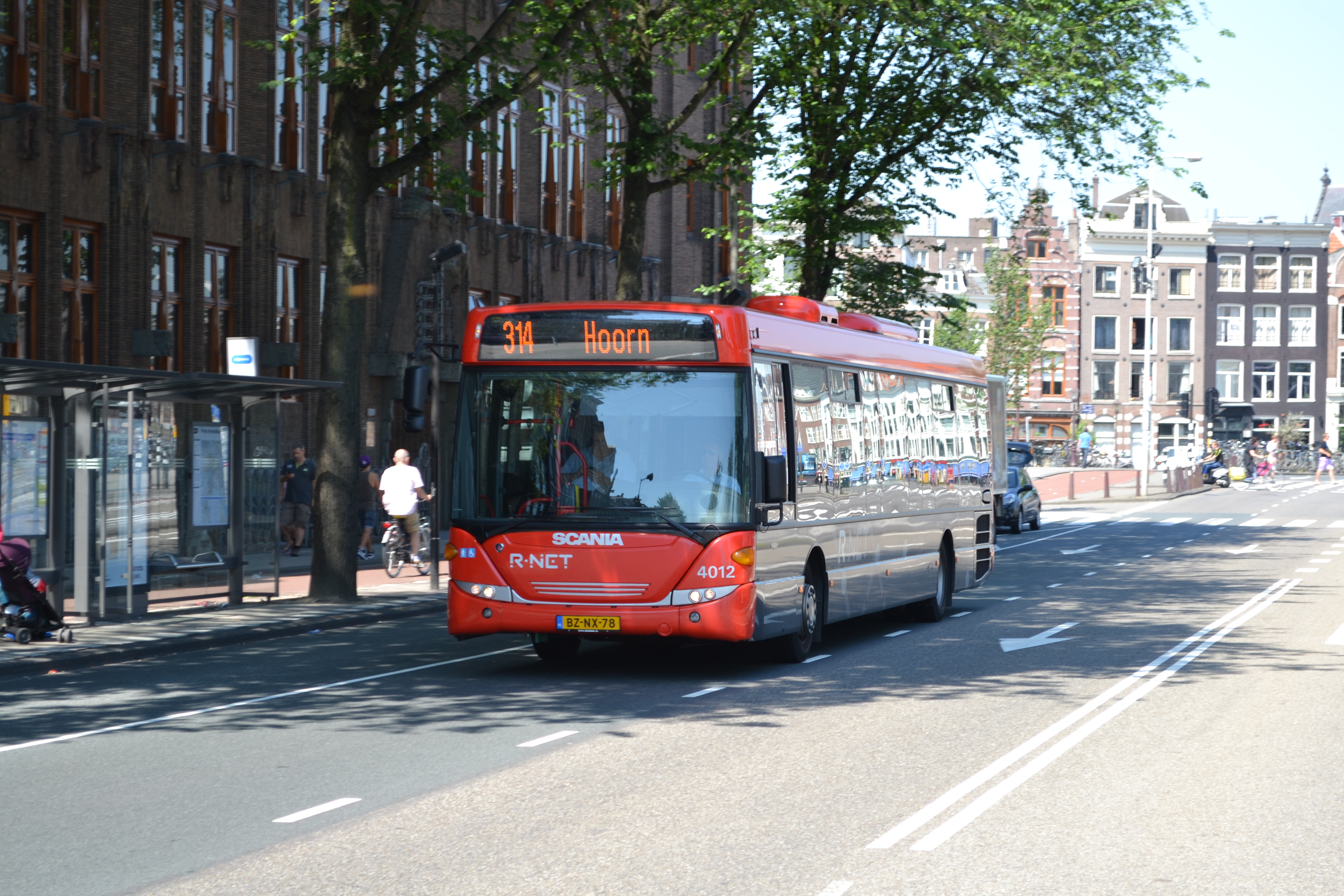
Scania 4012 op lijn 314 op Prins Hendrikkade in Amsterdam in 2013

De route van lijn 314 begint op het station Hoorn en dient vanaf het station in de wijk Grote Waal als stadsbus. Na de halte Poldermolen doet de lijn dienst als streekbus. De bus rijdt via De Hulk en Scharwoude naar de N247 om via die weg naar station Amsterdam Centraal te rijden. Onderweg doet de lijn de dorpen Oudendijk, Beets, Oosthuizen, Warder en Middelie aan. Na Middelie volgen de plaatsen Edam, Monnickendam, Broek in Waterland en Het Schouw. Daarna rijdt de bus vanaf Het Schouw naar de Prins Hendrikkade en het busstation aan de IJ-zijde van Amsterdam Centraal. Voor augustus 2014 werd er in de spits gereden via het Buikslotermeerplein. De laatste ritten en de nachtbussen vertrokken toen vanaf het busstation op het Prins Hendrikplantsoen omdat het station dan gesloten was aan de IJzijde.

## Materieel
Lijn 314 wordt gereden met elektrische bussen van het type VDL Citea LE-135. 